# 塞尔平
塞尔平是德国梅克伦堡-前波美拉尼亚州的一个市镇。总面积32.99平方公里，总人口488人，人口密度15人/平方公里（2020年）。